# Christopher Höher
Christopher Höher, ur. 19 maja 1997 roku w Villach – austriacki kierowca wyścigowy.

## Życiorys

### Formuła 3
Höher rozpoczął karierę w wyścigach samochodowych w 2013 roku od startów w wyścigach z serii Niemieckiej Formule 3 oraz w European F3 Open. Łącznie wystartował w pięciu wyścigach, w których nie zdobywał punktów. W walce o trofeum Niemieckiej Formule 3 trzykrotnie stawał na drugim stopniu podium i ostatecznie został sklasyfikowany na dziesiątej pozycji. W sezonie 2014 Austriak postanowił kontynuować starty w Euroformula Open Championship. Podczas drugiego wyścigu na torze Monza stanął na najniższym stopniu podium. Uzbierał łącznie 35 punktów, co mu dało czternaste miejsce w końcowej klasyfikacji kierowców.

### Seria GP3
W sezonie 2014 Serii GP3 Höher zmienił Adderly Fonga podczas rundy na Hungaroringu w bolidzie zespołu Jenzer Motorsport. W obu wyścigach uplasował się na 23 pozycji. Został sklasyfikowany na 36. miejscu w końcowej klasyfikacji kierowców.

## Wyniki

### GP3
| Legenda oznaczeń w tabelach wyników Wyświetl szablon na nowej stronie | Legenda oznaczeń w tabelach wyników Wyświetl szablon na nowej stronie                                                                     |
| Oznaczenie                                                            | Wyjaśnienie |
| --------------------------------------------------------------------- | --- |
| Złoty                                                                 | Zwycięzca lub mistrzostwo |
| Srebrny                                                               | 2. miejsce lub wicemistrzostwo |
| Brązowy                                                               | 3. miejsce lub II wicemistrzostwo |
| Zielony                                                               | Ukończył, punktował (w klasyfikacji generalnej, gdy zdobył co najmniej jeden punkt na przestrzeni sezonu, poza trzema powyższymi opcjami) |
| Niebieski                                                             | Ukończył, nie punktował (w klasyfikacji generalnej, gdy nie zdobył co najmniej jednego punktu na przestrzeni sezonu)                      |
| Czerwony                                                              | Nie zakwalifikował się (NZ) |
| Czerwony                                                              | Nie prekwalifikował się (NPK) |
| Różowy                                                                | Nie ukończył (NU) |
| Różowy                                                                | Niesklasyfikowany (NS) (w klasyfikacji generalnej, gdy nie został sklasyfikowany w żadnym wyścigu sezonu)                                 |
| Czarny                                                                | Zdyskwalifikowany (DK) |
| Czarny                                                                | Wykluczony (WYK/EX) |
| Biały                                                                 | Nie wystartował (NW) |
| Biały                                                                 | Kontuzjowany (K/INJ) |
| Biały                                                                 | Wyścig odwołany (OD/C) |
| Bez koloru                                                            | Został wycofany (WYC/WD) |
| Bez koloru                                                            | Nie przybył (NP/DNA) |
| Bez koloru                                                            | Nie brał udziału w treningach (NT/DNP) |
| Bez koloru                                                            | Nie został zgłoszony (–) |
| Pogrubienie                                                           | Start z pole position |
| Kursywa                                                               | Najszybsze okrążenie wyścigu |
| †                                                                     | Nie ukończył, ale jego rezultat został zaliczony ze względu na przejechanie więcej niż 90% dystansu wyścigu.                              |
| *                                                                     | Sezon w trakcie |
| 1/2/3                                                                 | Punktowana pozycja w sprincie kwalifikacyjnym                                                                                             |
| Lista systemów punktacji Formuły 1                                    | |

| Rok  | Zespół            | Wyniki w poszczególnych eliminacjach | Wyniki w poszczególnych eliminacjach | Wyniki w poszczególnych eliminacjach | Wyniki w poszczególnych eliminacjach | Wyniki w poszczególnych eliminacjach | Wyniki w poszczególnych eliminacjach | Wyniki w poszczególnych eliminacjach | Wyniki w poszczególnych eliminacjach | Wyniki w poszczególnych eliminacjach | Wyniki w poszczególnych eliminacjach | Wyniki w poszczególnych eliminacjach | Wyniki w poszczególnych eliminacjach | Wyniki w poszczególnych eliminacjach | Wyniki w poszczególnych eliminacjach | Wyniki w poszczególnych eliminacjach | Wyniki w poszczególnych eliminacjach | Wyniki w poszczególnych eliminacjach | Wyniki w poszczególnych eliminacjach | Punkty | Pozycja |
| ---- | ----------------- | ------------------------------------ | ------------------------------------ | ------------------------------------ | ------------------------------------ | ------------------------------------ | ------------------------------------ | ------------------------------------ | ------------------------------------ | ------------------------------------ | ------------------------------------ | ------------------------------------ | ------------------------------------ | ------------------------------------ | ------------------------------------ | ------------------------------------ | ------------------------------------ | ------------------------------------ | ------------------------------------ | ------ | ------- |
| 2014 | Jenzer Motorsport | ESP                                  | ESP                                  | AUT                                  | AUT                                  | GBR                                  | GBR                                  | DEU                                  | DEU                                  | HUN                                  | HUN                                  | BEL                                  | BEL                                  | ITA                                  | ITA                                  | RUS                                  | RUS                                  | ARE                                  | ARE                                  | 0      | 36      |
| 2014 | Jenzer Motorsport | -                                    | -                                    | -                                    | -                                    | -                                    | -                                    | -                                    | -                                    | 23                                   | 23                                   | -                                    | -                                    | -                                    | -                                    | -                                    | -                                    | -                                    | -                                    | 0      | 36      |
| 2015 | Campos Racing     | ESP                                  | ESP                                  | AUT                                  | AUT                                  | GBR                                  | GBR                                  | HUN                                  | HUN                                  | BEL                                  | BEL                                  | ITA                                  | ITA                                  | RUS                                  | RUS                                  | BHR                                  | BHR                                  | ARE                                  | ARE                                  | 0      | 31      |
| 2015 | Campos Racing     | -                                    | -                                    | -                                    | -                                    | 23                                   | 24                                   | -                                    | -                                    | -                                    | -                                    | -                                    | -                                    | -                                    | -                                    | -                                    | -                                    | -                                    | -                                    | 0      | 31      |

### Podsumowanie
| Sezon | Seria                                         | Zespół            | Wyścigi | Zwycięstwa | PP | NO | Podium | Punkty | Pozycja |
| ----- | --------------------------------------------- | ----------------- | ------- | ---------- | -- | -- | ------ | ------ | ------- |
| 2013  | European F3 Open - Championship Cup           | Team West-Tec F3  | 2       | 0          | 0  | 0  | 0      | 0      | NS      |
| 2013  | European F3 Open                              | Team West-Tec F3  | 2       | 0          | 0  | 0  | 0      | 0      | NS      |
| 2013  | Trofeum Niemieckiej Formuły 3                 | Franz Wöss Racing | 3       | 0          | 0  | 0  | 3      | 44     | 10      |
| 2013  | Niemiecka Formuła 3                           | Franz Wöss Racing | 3       | 0          | 0  | 0  | 0      | 0      | NS      |
| 2014  | Seria GP3                                     | Jenzer Motorsport | 2       | 0          | 0  | 0  | 0      | 0      | 36      |
| 2014  | Euroformula Open Championship (edycja zimowa) | Team West-Tec     | 1       | 0          | 0  | 0  | 0      | 0      | NS      |
| 2014  | Euroformula Open Championship                 | Team West-Tec     | 8       | 0          | 0  | 0  | 1      | 35     | 14      |